# Słupsk (comune rurale)
Słupsk (Stolp fino al 1945) è un comune rurale polacco del distretto di Słupsk, nel voivodato della Pomerania.
Ricopre una superficie di 260,58 km² e nel 2004 contava 13 546 abitanti.
Il capoluogo è Słupsk, che non fa parte del territorio ma costituisce un comune a sé.